# فيل كايت
فيل كايت (بالإنجليزية: Phil Kite)‏ هو لاعب كرة قدم بريطاني، ولد في 26 أكتوبر 1962 في برستل في المملكة المتحدة. لعب مع توتنهام هوتسبير وستوكبورت كونتي وشيفيلد يونايتد وكارديف سيتي ونادي بريستول روفيرز ونادي بريستول سيتي ونادي بليموث أرجايل ونادي بورنموث ونادي روذرهام يونايتد ونادي ساوثهامبتون ونادي غيلينغهام ونادي كرو ألكساندرا ونادي مانسفيلد تاون ونادي ميدلزبره.

## وصلات خارجية
- فيل كايت على موقع قاعدة بيانات كرة القدم.إي يو (الإنجليزية)
- فيل كايت على موقع Soccerbase.com (لاعب) (الإنجليزية)